# Axel Janse
Axel Johan Janse (Ärla, 18 maart 1888 - Malmö, 18 augustus 1973) was een Zweeds turner.
Janse won tijdens de Olympische Zomerspelen 1912 in eigen land de gouden medaille met de Zweedse ploeg in de landenwedstrijd Zweeds systeem.

## Olympische Zomerspelen
| Jaar | Plaats    | Resultaten          |
| ---- | --------- | ------------------- |
| 1912 | Stockholm | team Zweeds systeem |